# Bedruthan Steps
Bedruthan Steps är klippkust i sydvästra Storbritannien. Den ligger i Cornwall, 400 km väster om London. Närmaste större samhälle är Newquay, 9 km söder om Bedruthan Steps. Kusten vid Bedruthan Steps bjuder på en serie klippformationer som ständigt ändrar skepnad på grund av erosionen. Trakten runt Bedruthan Steps består till största delen av jordbruksmark.